# Comando Rolando Matus
El Comando Rolando Matus (CRM) fue un grupo de choque y organización paramilitar chilena de extrema derecha que operó entre 1971 a 1973 como oposición al gobierno de Salvador Allende y la Unidad Popular. La organización estuvo directamente ligada al Partido Nacional.
El comando era dirigido por el líder de la Juventud Nacional y futuro diputado Juan Luis Ossa Bulnes, quien posteriormente llegó a integrar el Movimiento de Unión Nacional. Su símbolo oficial era una estrella conformada por 6 flechas.

## Historia

Símbolo del Partido Nacional, creadores del Comando Rolando Matus.

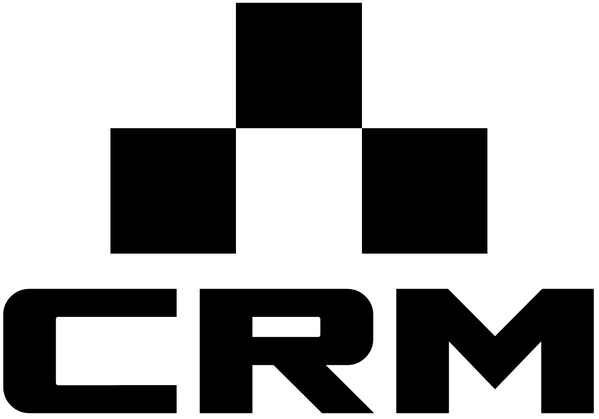
Símbolo alternativo del CRM, usado en los cascos de los militantes.

El origen del comando se encuentra en la muerte del agricultor, dirigente de clubes deportivos y militante nacionalista Rolando Matus Castillo el 19 de abril de 1971 en Pucón, tras un enfrentamiento con el Movimiento Campesino Revolucionario (MCR), ala campesina del Movimiento de Izquierda Revolucionaria (MIR). Este hecho sirvió al Partido Nacional para obtener un símbolo en su lucha contra el gobierno del presidente Salvador Allende, formándose de esta forma el «Comando Rolando Matus» por órdenes de la directiva del partido, creandose así un grupo de choque vinculado a la Juventud del Partido Nacional y al propio partido en sí. El accionar del grupo se centraba principalmente en enfrentarse con violencia política a militantes de la Unidad Popular y adherentes al gobierno de Allende en las calles de Santiago, especialmente a brigadas de otros partidos políticos como la Brigada Elmo Catalán del Partido Socialista, la Brigada Ramona Parra del Partido Comunista y la Brigada Hernán Mery de la Democracia Cristiana.
Dentro de sus principales acciones fueron ataques violentos y agresiones a dirigentes y militantes de la Unidad Popular, actividades terroristas y de sabotaje con el fin de buscar la salida del gobierno allendista.
En el contexto de las elecciones parlamentarias de 1973, en Constitución un grupo armado del CRM efectuó disparos al entonces Senador Erich Schnake cuando se dirigía a su comité electoral en dicha ciudad. Posteriormente integrantes de la Confederación de la Democracia (CODE) junto al comando, atacaron a Julieta Campusano, candidata comunista al Senado, durante un acto en Ovalle. Igual ocurría con Gladys Goede Gars, candidata del MAPU por Rancagua.
El mismo año en Concepción, un grupo conjunto de Patria y Libertad y el Comando Rolando Matus atacaron a adherentes de la Unidad Popular, matando a golpes a Eladio Caamaño, estudiante secundario de 17 años, además de dejar varias decenas de heridos. También en el mismo hecho se atacaron a fuerzas policiales.
El comando tuvo participaciones tanto en la ciudad, durante las manifestaciones de apoyo al gobierno de Jorge Alessandri y organizadas por la CODE, así como en las zonas rurales donde la Reforma Agraria se veía interrumpido por grupos que realizaban tomas ilegales de fundos ocasionando enfrentamientos, los que eran repelidos por los miembros del comando. Como consecuencia de estas acciones, algunas personas resultaron muertas y varias más heridas, números que se incrementaron hacia 1973, lo que trajo serias críticas al CRM.

## Asesinato del edecán Arturo Araya Peeters
En julio de 1973, militantes de Patria y Libertad y miembros del Comando Rolando Matus asesinaron al edecán naval del presidente Salvador Allende, comandante Arturo Araya Peeters. Este sufrió un disparo de un francotirador frente a su domicilio. Hasta ahora no hay concordancia entre los relatos de los testigos y las pruebas forenses que determinan que el disparo mortal fue desde arriba, estando los miembros de Patria y Libertad en posición baja respecto al comandante.

La trayectoria intracorporal seguida por el proyectil, estando el cuerpo en posición normal, es de adelante hacia atrás, de izquierda a derecha y ligeramente de arriba hacia abajo. El disparo corresponde a los llamados de larga distancia en medicina legal y es de tipo homicida.
Informe de autopsia del edecán Araya Peeters.

En los muros de la casa de Fidel Oteíza 1953, en la comuna de Providencia, donde vivía el capitán de navío Arturo Araya Peeters, quedaron marcados, pasada la 01.30 horas de ese día 27 de julio de 1973, cinco impactos de proyectiles. Con la bala que mató al edecán sumaron seis los disparos hechos en dirección al balcón del segundo piso de su casa, que miraba directo al norte, hacia avenida Providencia.
Un total de 32 miembros de estos dos grupos fueron detenidos y procesados por la Fiscalía Naval, quedando todos en libertad. Solo uno de ellos, Guillermo Claverie, luego de haber estado un tiempo prófugo, resultó condenado a tres años y un día de prisión como autor material del crimen, pena que tampoco cumplió ya que, al final, todos los conspiradores fueron indultados en 1981 por Augusto Pinochet “por servicios prestados a la Patria". Guillermo Claverie no solo no cumplió cárcel sino que fue indultado por José Toribio Merino.
Entre los detenidos miembros del CRM destacaban una dirigente de la Juventud del Partido Nacional y del propio comando, Uca Eileen Lozano; un sobrino del psiquiatra de la DINA, Laihlacar, de apellidos Potin Laihlacar; y Miguel Sepúlveda Campos, hijo de un conocido almirante retirado.
Una hipótesis que ha cobrado fuerza ha sido la participación de la CIA y de la ONI en el crimen. El asesino CIA David Sánchez Morales se trasladó a Chile, en 1970. Fue miembro del equipo que utilizó 10 millones de dólares con el fin de socavar las fuerzas de izquierda en el país. Morales dijo a amigos que él personalmente había eliminado varias figuras políticas. Dentro de las personas asesinadas por Sánchez estuvo el Edecán naval del Presidente Allende, el capitán de navío Arturo Araya Peeters, el que representaba el único escollo para que el principal asset ONI, José Toribio Merino, pudiera acceder al mando de la Armada de Chile y dar el Golpe de 1973. También estuvo involucrado en ayudar a Augusto Pinochet a derrocar a Salvador Allende en septiembre de 1973.

## Integrantes destacados
- Juan Luis Ossa Bulnes
- Carlos Larraín
- Andrés Allamand
- Francisco Vidal Salinas
- René Manuel García
- Uca Eileen Lozano
- Miguel Sepúlveda Campos